# Strażnica WOP Sejny
Strażnica Wojsk Ochrony Pogranicza Sejny – zlikwidowany podstawowy pododdział graniczny Wojsk Ochrony Pogranicza pełniący służbę graniczną na granicy polsko-radzieckiej.

Strażnica Straży Granicznej w Sejnach – zlikwidowana graniczna jednostka organizacyjna Straży Granicznej realizująca zadania bezpośrednio w ochronie granicy państwowej z Republiką Litewską.

## Formowanie i zmiany organizacyjne
W 1976 odtwarzano brygady na granicy ze Związkiem Radzieckim. Na bazie 22 Białostockiego Oddziału WOP sformowano Podlasko-Mazurską Brygadę WOP. W jej strukturach, na bazie placówki WOP Sejny zorganizowano strażnicę WOP Sejny, która była umiejscowiona w miejscowości Sejny, w budynku przy ulicy Józefa Piłsudskiego 34 (obecnie starostwo powiatowe) .
Strażnica WOP Sejny do 15 maja 1991 była w strukturach Podlasko-Mazurskiej Brygady WOP w Białymstoku.
Straż Graniczna:
15 maja 1991 po rozwiązaniu Wojsk Ochrony Pogranicza, 16 maja 1991 strażnica w Sejnach weszła w podporządkowanie Podlaskiego Oddziału Straży Granicznej i przyjęła nazwę Strażnica Straży Granicznej w Sejnach.
W 1995 na stan etatowy 30 funkcjonariuszy SG, stan ewidencyjny wynosił 19 osób.
W ramach reorganizacji struktur Straży Granicznej związanej z przygotowaniem Polski do wstąpienia, do Unii Europejskiej i przystąpieniem do Traktatu z Schengen. Podczas restrukturyzacji wprowadzono kompleksową ochronę granicy już na najniższym szczeblu organizacyjnym tj. strażnica i graniczna placówka kontrolna. Wprowadzona całościowa ochrona granicy zniosła podział na graniczne jednostki organizacyjne ochraniające tylko tzw. „zieloną granicę” i prowadzące tylko kontrole ruchu granicznego. W wyniku tego, 2 stycznia 2003 Strażnica SG w Sejnach została rozformowana i ochraniany odcinek wraz z obsadą etatową przejęła Graniczna Placówka Kontrolna Straży Granicznej w Ogrodnikach (GPK SG w Ogrodnikach) .

## Ochrona granicy
W okresie 16 marca 1979–30 czerwca 1988 załoga Strażnicy WOP Sejny wykonywała bezpośrednio kontrolę graniczną osób i środków transportu, a od 1 sierpnia 1988 nowo utworzonej Granicznej Placówki Kontrolnej Ogrodniki (GPK Ogrodniki):
- Przejście graniczne Ogrodniki – drogowe (lokalnego znaczenia) – rejon znaku gran. nr 1855[2] .

W 1990 długość ochranianego odcinka granicy państwowej Strażnicy WOP Sejny wynosiła ok. 64 km (była obok Strażnicy WOP Gródek, najdłuższym odcinkiem do ochrony w P-M Brygadzie WOP). Strażnica WOP Sejny sąsiadowała ze Strażnicą WOP Lipsk (jezioro Szlamy – znak gran. nr 1780) i Strażnicą WOP Rutka Tartak (Trompole – znak gran. nr 1915), a od południa ze Strażnicą Odwodową WOP Augustów .
W 2002 po stronie litewskiej na długości 102,4 km ochraniał granicę SOGP w Łoździejach.

## Wydarzenia
- 1993 – czerwiec–koniec września, w związku z dużym nasileniem się przestępczości granicznej na odcinku strażnicy SG w Sejnach, wyznaczona została strażnica polowa w Hołny Wolmera[8] , liczyła średnio ok. 30 funkcjonariuszy i 4 pojazdy osobowo-terenowe. Dowódcami strażnicy byli d-cy pododdziałów 1 ko i 2 ko Podlaskiego Oddziału SG: kpt. SG Włodzimierz Leszczyński i por. SG Jacek Dederko, por. SG Mariusz Tomaszewski, por. SG Janusz Wojciuk, por. SG Józef Strakszys oraz st. sierż. SG Bogusław Różański[10]).
- 1995 – 24 kwietnia w ramach operacji „skrzydło” w rejon województwa łomżyńskiego i suwalskiego skierowano nieetatowe grupy funkcjonariuszy do prowadzenia obserwacji i przeciwdziałania nielegalnym przelotom i przerzutom emigrantów drogą powietrzną. Wydzielone siły ze strażnic, kompanii odwodowych i Wydziału Ochrony Granicy Państwowej (WOGP) działały przez okres pół[11]).
- 1997 – sierpień, strażnica wyposażona została w szybką łódź patrolową typu „Cabine435” z silnikiem Merkury o mocy 50 KM, w celu patrolowania wód granicznych jeziora Gaładuś. Jednostka mogła płynąć z maksymalną prędkością 60–70 km/h. Radiostacja zapewniała stałą łączność ze strażnicą. Dowódcą łodzi został mł. chor. SG Waldemar Pojawis[12]).
- 1998 – 23 listopada na odcinku Podlaskiego Oddziału SG nielegalnie przekroczyła granicę państwową w ciągu ostatnich lat największa grupa nielegalnych imigrantów. Liczyła 113 obywateli różnych narodowości, między innymi z Afganistanu, Pakistanu, Indii. Grupa została zatrzymana w okolicach Suwałk, Sejn i Puńska[13][14]. Litewscy przemytnicy postanowili przerzucić grupę około 180 imigrantów, pozostałych zatrzymały służby litewskie[8] .
- 1999 – luty, strażnica otrzymała na wyposażenie samochody osobowo-terenowe Land Rower[15], motocykle marki KTM i czterokołowe typu TRX marki Honda[16].
- 1999 – 27 października w Sejnach rozegrany został pierwszy oficjalny mecz piłki nożnej służb granicznych Polski i Litwy. Spotkanie odbyło się na Stadionie Miejskim KS „Pomorzanka”. Zmagania sportowe zakończyły się zwycięstwem Podlaskiego Oddziału SG 6:2, do przerwy 3:2. Bramki dla gospodarzy zdobyli: kpr. W. Czereszewski, kpt. A. Dunda, ppor. S. Modzelewski i chor. S. Bebko[17].

## Strażnice sąsiednie
- Strażnica WOP Rutka Tartak ⇔ Strażnica WOP Lipsk – 1990[18]

Straż Graniczna:
- Strażnica SG w Rutce-Tartak ⇔ Strażnica SG w Lipsku – 16.05.1991[18]
- Strażnica SG w Szypliszkach ⇔ Strażnica SG w Lipsku – 04.10.1993[19]
- Strażnica SG w Puńsku ⇔ Strażnica SG w Lipsku – 05.05.2000[20]
- Strażnica SG w Puńsku ⇔ Strażnica SG w Płaskiej – 12.09.2001[21].

## Dowódcy/komendanci strażnicy
Dowódców i komendantów strażnicy podano za Zarys historyczny Służb Granicznych na Sejneńszczyźnie. Muzeum Ziemi Sejneńskiej. Brak numerów stron w książce:
- mjr Jan Oleksy (1976–1983)
- mjr Aleksander Giedzicz (1983–.11.1990)
- ppor. Sławomir Kurdziuk (.11.1990–15.05.1991[22])

Komendanci strażnicy SG:
- ppor. SG/kpt. SG Sławomir Kurdziuk (16.05.1991[23]–1994)
- kpt. SG Antoni Klucznik (1994–30.04.1999[24])
- kpt. SG Wiesław Hibszer (od 01.05.1999)
- kpt. SG Mirosław Leszczyński (był w 2000[25])
- ppor. SG Adam Pacuk[26] (do 01.01.2003) – do rozformowania.